# Neuronales Fenster
Neuronale Fenster (auch genannt: „windows of opportunity“: Fenster der Möglichkeiten) sind Zeitfenster/Zeiträume, die für neuronale Entwicklungsprozesse/(Entwicklung des Gehirns) bedeutsam sind. Diese Zeitfenster sind lernsensible Phasen mit besonderen Möglichkeiten. In diesen Phasen können Kinder sehr schnell und effektiv bestimmte Dinge lernen. Diese Zeitfenster treten auf, weil bestimmte Bereiche des Gehirns in nacheinander abfolgenden Phasen durch Prozesse der Reifung und Differenzierung ausgebaut werden. In diesen lernsensiblen Phasen können besonders leicht und schnell neuronale Verknüpfungen entstehen.
Werden die neuronalen Fenster nicht für die Entwicklung genutzt, so verkümmern die entsprechenden Bereiche des Gehirns, weil sie in den sensiblen Zeitfenstern keine Stimulation bekommen.

## Beispiele
Beispiele für frühe neuronale Fenster, beziehungsweise Prägungsphasen:
Bereits ab der siebten Schwangerschaftswoche bis etwa zum vierten Lebensjahr liegt die sensible Phase für die Entwicklung der Motorik.
Von der Geburt an bis etwa zum zehnten Lebensjahr liegt die sensible Phase für die Sprachentwicklung und ab dem sechsten Monat vermutlich bis zur Pubertät die Phase für die Ausprägung der Emotionen. Ab drei bis zehn Jahren liegt die sensible Phase für Musik, etwa das Erlernen eines Instruments.

## Späteres Lernen
Die Hirnentwicklung zieht sich bis zum Ende der Adoleszenz hin. Darüber hinaus gibt es weitere sensible Entwicklungsphasen, die in einem sehr späten Alter liegen. Diese sind verbunden mit der sehr langsamen Ausreifung des sogenannten Präfrontalhirns.
Auch im späteren Alter kann weiterhin gelernt werden, dafür ist jedoch ein höherer Aufwand als in den sensiblen Phasen erforderlich.